# EuroHockey Nations Trophy (Halle, Herren) 2006
Die EuroHockey Nations Trophy (Halle, Herren) 2006 war die fünfte Auflage der „B-EM“.
Sie fand vom 27. bis 29. Januar in La Spezia, Italien statt. Während die beiden Erstplatzierten,
Russland und Italien, in die „A-EM“ aufstiegen,
stieg der Letzte Kroatien in die „C-EM“ ab.

## Vorrunde

### Gruppe A
| Rang | Land     | Tore  | Punkte |
| ---- | -------- | ----- | ------ |
| 1    | Russland | 24:7  | 9      |
| 2    | Ukraine  | 16:17 | 6      |
| 3    | Slowakei | 12:17 | 3      |
| 4    | Ungarn   | 7:18  | 0      |

| Russland | – | Ungarn   | 7:2 |
| Ukraine  | – | Slowakei | 7:5 |
| Russland | – | Slowakei | 8:1 |
| Ukraine  | – | Ungarn   | 5:3 |
| Russland | – | Ukraine  | 9:4 |
| Slowakei | – | Ungarn   | 6:2 |

### Gruppe B
| Rang | Land       | Tore  | Punkte |
| ---- | ---------- | ----- | ------ |
| 1    | Italien    | 13:11 | 7      |
| 2    | Portugal   | 12:12 | 4      |
| 3    | Schottland | 10:11 | 3      |
| 4    | Kroatien   | 11:12 | 2      |

| Portugal   | – | Kroatien   | 4:4 |
| Italien    | – | Schottland | 4:3 |
| Portugal   | – | Italien    | 4:5 |
| Kroatien   | – | Schottland | 3:4 |
| Kroatien   | – | Italien    | 4:4 |
| Schottland | – | Portugal   | 3:4 |

### Gruppe C
Die Gruppe wurde aus den Gruppendritten und -vierten gebildet. Die Ergebnisse der Spiele innerhalb der Vorrundengruppe
wurden übernommen.
| Rang | Land       | Tore  | Punkte |
| ---- | ---------- | ----- | ------ |
| 5    | Schottland | 14 :7 | 9      |
| 6    | Slowakei   | 10:11 | 3      |
| 7    | Ungarn     | 12:15 | 3      |
| 8    | Kroatien   | 11:14 | 0      |

| Slowakei | – | Kroatien   | 3:4 |
| Ungarn   | – | Schottland | 3:5 |
| Kroatien | – | Ungarn     | 4:7 |
| Slowakei | – | Schottland | 1:5 |

### Halbfinale
Russland 6:5  Portugal 

 Italien 4:2  Ukraine

## Spiel um Platz 3
Portugal 5:6  Schottland

### Finale
Russland 10:6  Italien

## Referenzen
- EHF-Archiv PDF-Datei